# Свети Димитър (Коларово)
Вижте пояснителната страница за други значения на Свети Димитър.
„Свети Димитър“ е православна църква в петричкото село Коларово, България, част от Неврокопската епархия на Българската православна църква.

## История
Строителството на храма започва в 1922 година и е поверено на майстор Петър Манолов. Иконите и иконостаса са изработени от Мильо Рашков, а резбарските работи (царските двери и други) са дело на Илия Йосифов от Каракьой, Неврокопско.
На 8 ноември 1948 година след отслужването на празнична литургия в църквата е убит митрополит Борис Неврокопски от един низвергнат свещеник.
В 2010 – 2011 година е направен основен ремонт на храма, при който той е укрепен с бетонни колони отвън и отвътре, сменена е покривната конструкция и е направен купол.